# Finntroll
Finntroll — финская шведскоязычная фолк-метал-группа. Их звучание объединяет в себе элементы языческого метала и финской польки (хумппы). Большинство песен группы представляют собой истории из жизни воинственных скандинавских троллей и написаны на шведском языке, поскольку основатель группы Ян Ямсен был финским шведом, и звук языка казался ему более подходящим стилистике группы. Несмотря на смену вокалистов, традиция осталась (Ямсен до сих пор пишет тексты для группы).

## История
Группа основана музыкантами, известными под псевдонимами Сомниум (гитарист) и Катла (вокалист), которые вместе работали над их готик-дарквейв проектом Pach, из которого в дальнейшем ничего не вышло. Однажды в 1997 году на вечеринке Сомниум в шутку попробовал исполнять традиционную финскую польку «хумппа» на клавишных (это был основной рифф будущей песни «Midnattens Widunder»). Когда это услышал Катла, они добавили к мелодии брутальный вокал и тяжёлые гитарные риффы. Результат им понравился, и было решено собрать группу, в которую вошли Тундра (бас), Доминатор (ударные), Скример (гитара) и Тролльхорн (клавишные).
Первый альбом Midnattens Widunder (Полночное чудище) был выпущен в 1999 году. Midnattens Widunder и последовавший за ним Jaktens Tid (Час охоты) были выпущены на лейбле Spinefarm Records.
В 2001 году Катла из-за заболевания связок потерял голос. Тролли вынуждены были заменить его на Тапио Вильска. В 2003 году группа выпустила EP Visor om slutet (Песни о конце), который был записан в начале января этого года в лесной хижине недалеко от Хельсинки. Это был «акустический эксперимент», в котором Ямсен и Тапио Вильска  разделили между собой певческие обязанности. Альбом Visor om Slutet  вместо привычного фолк-метала и блэк-метала, выдержанном в стиле фолк/эмбиент.
Очередная утрата постигла группу 16 марта 2003 года, когда погиб, упав с моста, основатель группы Сомниум. Сообщалось, что в последнее время перед трагедией он много выпивал. Один из менеджеров группы предполагает, что это могло быть самоубийство. На место Сомниума стал гитарист Роута.
Несмотря на гибель Сомниума, в 2004 году Finntroll выпустили мини-альбом Trollhammaren («Молоты троллей»), а затем и свой самый известный альбом Nattfödd (Племя ночи). Песня Trollhammaren была выпущена синглом и попала в скандинавские хит-парады. Основным композитором группы к этому времени стал клавишник Тролльхорн, хотя в написании песен приняли участие и Вильска, и басист Тундра. Тексты по-прежнему пишет бывший вокалист Катла, теперь как штатный поэт группы. В 2005 году Алекси «Вирта» Вирта официально присоединился к группе в качестве второго клавишника.
Тем не менее, в группе возникли трения, и в начале 2006 года Тапио Вильска был уволен по неизвестной причине. Официальная версия расплывчато объясняла это «недостаточной верностью группе». Новым вокалистом был объявлен Маттиас Лильманс, который по традиции группы (использовать псевдонимы) взял псевдоним Врет.
Новый альбом под названием Ur jordens djup («Из глубин земли») был выпущен в марте 2007 года. В этом четвёртом альбоме больше внимания уделяется эпическим клавишным риффам с очень громкой, но мелодичной гитарой.
27 июля 2009 года музыканты начали запись своего нового альбома под предварительным названием Mot Skuggornas Värld в студии Sonic Pump. В ноябре 2009 работа над материалом была завершена, выход альбома состоялся в феврале 2010 года на лейбле Century Media. Ранее объявленное название Mot Skuggornas Värld было изменено на Nifelvind.
25 марта 2013 года на Century Media Records вышел в свет новый альбом Finntroll «Blodsvept». 6-й полноформатник группы был записан в стенах Sonic Pump Studios в Хельсинки.
13 мая 2014 года барабанщик Саму 'Доминатор' Руотсалайнен сообщил, что покинет группу в июле того же года. Его заменил Хейкки «Mörkö» Саари.
В июне 2014 года группа выпустила концертный альбом Natten med de Levande Finntroll («Ночь живых финнтроллей»). Томас Вороняк из журнала RockRevolt Magazine заявил: «Natten Med De Levande Finntroll является обязательным для любого преданного поклонника Finntroll. Поклонники группы давно ждали концертной записи. Музыка уникальна и ярка по цвету и тональности, а производительность исключительная».
Новый студийный альбом группы Vredesvävd вышел в 2020 году.

## Концепция
Название группы также было взято из старой истории, в которой шведский герой путешествует по Финляндии. Другими постоянными участниками текстов, из альбома в альбом, являются человеческие священники Аамунд и Кетил, которых тролли регулярно лупят, но к следующему альбому они снова живы и здоровы. В своей лирике Finntroll пародируют штампы «языческого метала», но в этих текстах, по словам Катла, есть и другой, более глубокий смысл: борьба первобытных сил природы с вторжением человека.
Во многом творчество Finntroll носит юмористический характер, однако, по словам Сомниума, он не выдвинут на первый план и лишь две части творчества группы базируются на танце хумппа.

## Состав

### Действующие участники
- Хенри 'Trollhorn' Сорвали — клавишные (с 1998), гитара (начиная с записи последнего альбома) (ранее в Barathrum, Ensiferum; сейчас также в Moonsorrow, Lakupaavi)
- Сами 'Tundra' Ууситало — бас-гитара, бэк-вокал (с 1998) (сейчас также в Shape of Despair, The Mist and the Morning Dew)
- Самули 'Skrymer' Понсимаа — гитара, бэк-вокал (с 1998)
- Микаел 'Routa' Карлбом — гитара, бэк-вокал (с 2003) (сейчас также в The Mist and the Morning Dew)
- Хейки 'MörkÖ' Саари — ударные (с 2014) (ранее в Exsecratus, Virtuocity, Norther, Atheme One, Force Majeury, Amberian Dawn, сейчас также в Naildown, Whorion)
- Матиас 'Vreth' Лильмонс — вокал (с 2006) (ранее в Carnaticum, Twilight Moon, сейчас также в Chthonian, Degenerate, Magenta Harvest, The Iniquity Descent)
- Алекси Вирта — сессионный клавишник (c 2005) (ранее в Imperanon)

### Бывшие участники
- Ян 'Katla' Ямсен — вокал (1997—2001), клавишные (1997—1998), тексты (с 1997)
- Теему 'Somnium' Раиморанта — гитара (1997—2003) (ранее в Barathrum) (годы жизни — 1977—2003)
- Тапио «Тонквемада» Вильска — вокал (2002—2006)
- Томи Ульгрен — гитара (1997—1998)
- Микаэль Харджу — бас-гитара (1997—1998)
- Рауно Раиморанта — ударные, клавишные (1997—1998)
- Саму 'Beast Dominator' Руотсалайнен — ударные (1998—2014) (ранее в Barathrum, Rapture, Korpiklaani, сейчас также в Shape of Despair)

## Дискография

### Альбомы
- Midnattens Widunder (1999)
- Jaktens Tid (2001)
- Nattfödd (2004)
- Ur Jordens Djup (2007)
- Nifelvind (2010)
- Blodsvept (2013)
- Vredesvävd (2020)

### EP
- Visor Om Slutet (2003)
- Trollhammaren (2004)

### Демо
- Rivfader (1998)

## Видеография
- «Bastuvisan» (1998)
- «Jaktens Tid» (live, 2001)
- «Skogens Hämnd» (2001)
- «Födosagan» (live, 2002)
- «Trollhammaren» (2004)
- «Nedgång» (2007)
- «Solsagan» (2010)
- «Under Bergets Rot» (2010)
- «Häxbrygd» (2013)

## Достижения
Издание The Village Voice присвоило группе Finntroll первое место из десяти в списке лучших фолк-метал-исполнителей.